# Monte Crispi
Il monte Crispi (802 m s.l.m.) è una montagna dei monti Aurunci, tra i comuni di Lenola e Campodimele in provincia di Latina nel Lazio, all'interno del territorio del parco naturale dei Monti Aurunci.

## Descrizione
È l'ultimo rilievo (il più meridionale) della lunga e panoramica cresta costituita dal monte Appiolo, monte Scaroli, monte Reginatonda e monte Crispi. Domina la valle di Taverna ad est e la località le crocette a sud. Sono presenti alcuni insediamenti non originari di Pinus pinea e Pinus nigra.